# جون ديفيد كروفورد
جون ديفيد كروفورد (بالإنجليزية: John David Crawford)‏ هو رياضياتي أمريكي، ولد في 1954، وتوفي في 1998 بسبب لمفوما.